# Municipal José Figueiredo Airport
Municipal José Figueiredo Airport är en flygplats i Brasilien.   Den ligger i kommunen Passos och delstaten Minas Gerais, i den sydöstra delen av landet, 600 km söder om huvudstaden Brasília. Municipal José Figueiredo Airport ligger 815 meter över havet.
Terrängen runt Municipal José Figueiredo Airport är platt åt nordost, men åt sydväst är den kuperad. Terrängen runt Municipal José Figueiredo Airport sluttar norrut. Närmaste större samhälle är Passos, 5,6 km öster om Municipal José Figueiredo Airport.
Omgivningarna runt Municipal José Figueiredo Airport är huvudsakligen savann. Runt Municipal José Figueiredo Airport är det ganska tätbefolkat, med 75 invånare per kvadratkilometer.